# بوبي ريغز
بوبي ريغز (بالإنجليزية: Bobby Riggs)‏ (مواليد 25 فبراير 1918 - الوفاة 25 أكتوبر 1995) هو لاعب كرة مضرب أمريكي سابق والمصنف الأول عالمياً سابقاً لمدة 3 سنوات، المرة الأولى عام 1939 كناشئ ثم عامي 1946 و1967 كمحترف. بدأ مسيرته كمحترف عام 1941 وكناشئ عام 1933،ولعب أول مباراة له كمحترف في 26 ديسمبر 1941. واعتزال اللعب في عام 1959.

## السيرة الذاتية
ولد ريغز في لوس أنجلوس من عائلة من 6 أشقاء ووالده كان وزير. وكان لاعب تنس طاولة ممتاز في صغره، ثم بدأ لعب التنس في سن 11، وسرعان ما بدأ بالفوز على الاعبيين في سن 15. ونشأ في نادي لوس أنجلوس للتنس ورابطة جنوب كالفورنيا للتنس، وكتب بوبي ريغز في سيرته الذاتية أنه أُعتبر لسنوات عديدة لاعب ضعيف وليس قوياً بما يكفي ليكون لاعب تنس محترف.

## الوفاة
أصيب ريغز بسرطان البروستات في عام 1988، وقد أسس نادي تنس ومتحف للتوعية بهذا المرض. توفي ريغز بسبب السرطان في 25 أكتوبر 1995 في إنسينيتاس، سان ديغو، كاليفورنيا بعمر 77 عام.

## روابط خارجية
- بوبي ريغز على موقع IMDb (الإنجليزية)
- بوبي ريغز على موقع الموسوعة البريطانية (الإنجليزية)
- بوبي ريغز على موقع الموسوعة البريطانية (الإنجليزية)
- بوبي ريغز على موقع إن إن دي بي (الإنجليزية)
- بوبي ريغز على موقع قاعدة بيانات الفيلم (الإنجليزية)
- بوبي ريغز على موقع رابطة محترفي التنس (الإنجليزية)
- بوبي ريغز على موقع الاتحاد الدولي لكرة المضرب (الإنجليزية)
- بوبي ريغز على موقع كأس ديفيز (الإنجليزية)
- بوبي ريغز على موقع قاعة مشاهير كرة المضرب الدولية (الإنجليزية)
- بوبي ريغز على موقع خلاصة التنس.كوم (الإنجليزية)
- بوبي ريغز على موقع قاعة فلوريدا للمشاهير الرياضية (الإنجليزية)